# 谢霖
谢霖（1885年—1969年），字霖甫，江苏武进人。他是中国第一位注册会计师、第一个会计师事务所的创办者，为中国的会计事业做出了巨大贡献。

## 个人经历

### 早年经历
1905年，谢霖东渡日本，先在日本明治大学专修法律，后在早稻田大学攻读商科，1909年毕业，获商学学士学位后回国。
1910年，应试经济特科，被清政府收入商科举人学衙（非举人）。先后被派任为四川总督署文案委员（衙门秘书）、四川劝业道商务科长、大清银行总司账（总会计）等职务。任商务科长时举办商务传习所，自任所长讲授复式会计 。

### 中华民国时期
辛亥革命初期，被孙中山委任为广州大元帅府会计长。
1912年，担任中国银行总会计师。
1913年，与钱应清、杨汝梅（予戒）等人发起成立中国经济学会。之后，担任中华民国南京临时政府交通部邮政司科长、中央银行总会计师并在两湖明德大学讲授复式会计。
1917年，担任交通银行总会计师。
1918年6月，上书中华民国农商、财政两部，建议设立“中国会计师制度”，获同意后被委托起早了《会计师暂行章程》10条，于同年9月7日公布试行；同时, 被授予中华民国的第一号会计师证书。年末至次年初，在北京成立了中国第一所会计师事务所——正则会计师事务所，面向公众执行公共会计师业务。随着业务的发展，事务所的分支机构遍及全国南北，在全国会计界中享有很高信誉，成为中华民国四大会计事务所（其他三所是徐永祚会计师事务所、立信会计师事务所和公信会计师事务所）之一。
同年，受蔡元培聘，前往北京大学讲授新会计。
1919年4月至1922年2月，担任戊通航业股份有限公司第二任总经理。
1925年，谢霖兼任上海私立光华大学会计系主任。
1926年，发起成立京津会计公会。
1927年，加入中国经济社并为中国银行和交通银行设计了一套中国第一个新式会计制度,改革了记帐帐册和记帐方法, 引进了西方会计理论和方法。
1932年，在上海创立正则会计师事务所并任中央银行秘书长；9月起担任私立光华大学商学院教授、院长。
1935年，被蒋介石任命为四川财政特派员，后因直谏被免职。
1937年, 辞去中央银行秘书长；受私立光华大学校董会及校长张寿镛委托，始任光华大学董事，负责筹办光华大学成都分部。
1938年，在成都创办私立光华大学成都分部，担任副校长。后因1943年发生学潮及校内政治斗争，被迫辞去校长职务，但继续担任学校董事、常务董事。
1939年，带领私立光华大学成都分部师生在校内种下一颗“V”型双株铁树，以示对抗日战争胜利的祝愿，现称为“光华铁树”。
1944年，应重庆民生公司总经理卢作孚之邀，赴美参加同加方的经济合同谈判，为民生公司挽回经济损失，被加利福尼亚州立大学授予名誉博士学位。
1945年，因资金困难，光华大学成都分部附属小学将要停办时，担任董事长，改校名为私立光华小学。
这一时期，谢霖还曾在国立上海商学院、私立光华大学、私立复旦大学、河北法商学院、四川大学、成华大学、川康农工学院、四川省立会计专科学校等院校讲授。

### 中华人民共和国时期
中华人民共和国成立后，曾担任成都市商业局顾问、市人民代表、四川工商联委员、省政协委员等职。
1956年，被划为右派，后前往北京。
1969年2月，病逝于北京 。
2014年10月，西南财经大学在其学校会计学院内建成谢霖纪念铜像。
2015年6月，西南财经大学在其学校济民广场又建谢霖纪念铜像。

## 家庭
育有一子谢燕声（1919年生），一孙女谢平丽（1958年生）。

## 个人著作
谢霖一生独著和与合作撰述教材、专著、会计制度等共30多部，独撰和与他人合作撰写会计学术论文及会计公文30多篇，其编写的《实用会计》一书，引入了“借”“贷”两词和“借贷记账法”，奠定了中国现代会计学的基础，其一生的论著对中国会计理论起到了奠基性的作用，为中国会计学的建立和发展作出了开创性的贡献。

### 专著
其著作可分为以下几类：会计簿记类教材。主要有《实用簿记学》（与徐炎合著，正则会计事务所1946年）、《实用改良中式账簿》（同前1937）、《实用基础簿记》、《会计学》、《簿记学》、《成本会计》和《改良中式会计》等。 
银行簿记与会计类教材。主要有《银行簿记学》（与孟森合著，日本江户簿记学会1907年）、《实用银行会计》（商务印书馆1912年）、《实用银行簿记》（同前1925年）、《实用银行簿记学》（同前1935年）、《银行簿记》（正则会计师事务所1936年）和《银行计算法》（与李澄合著）等。 
会计制度类。主要有《商办汉镇既济水电股份有限公司会计规程》（商务印书馆1936年）、《商办汉镇既济水电股份有限公司会计规程账簿表单格式》（商办汉镇既济水电股份有限公司1936年）、《重庆市自来水厂会计规程》（上海北成都路美术印书馆1936年）、《中国自由职业会计制度兴所得税・简易中式会计制度・所得税法规及报告表式汇编》（与陈德荣合编，正则会计事务所1937年）以及《实用改良中式账簿》（同前）。
会计与商法类教材。主要有《银行簿记法》（与李澄合编，中国图书公司1920年）、《公司法要义》（商务印书馆1934年）、《票据法要义》（同前1937年）、《海商法要义》和《破产法要义》等。 
此外，还有《实用政府会计》（与林树湘合著，正则会计师事务所1941年）、《中国之会计师制度》（同前）、《银行经营论》（与李澄合著，中国图书公司）、《银行制度论》（与李澄编，同前）、《运输学》（与徐炎合著，1949年）、《铁道会计》、《审计学要义》、《商人通义讲义》教材和专著。

### 文章
文章可以分为以下几类： 
会计理论文章。主要有《论股份有限公司分次缴股方法不宜适用于中国》（《银行周报》1937年第1期）和《新式会计方法在中国之过去与未来》（《会计杂志》，1934年3卷2期）等。
会计制度与法律类论文。主要有《新式工商业会计之必要事项》（《四川经济月刊》1935年第5期），《工商业会计与法律之关系》（《光华大学半月刊》1935年第2期），《中国现在实行的所得税》（同前1936年第3～4期），《呈实业部解释会计师条例第16条疑义由》（与奚玉书、江万平合作，《上海会计师公会会刊》1936年第60期），《全国工商会计制度简易改革之方法》（《与汉口商业月刊》1937年第1期）和《会计法律与工商业》（同前1937年第1期）。 
会计实务工作报告。主要有《【民】廿三年度第二届决算报告》（与王海帆、江万平合作，《上海会计师公会会刊》1935年第56～58期），《【民】廿四年度第一届决算报告》（与王海帆、江万平合作，同前1935年第59期）和《廿年来从事会计工作之经过》（《光华大学半月刊》1936年第10期）等。 
会计公文。主要有，在《上海会计师公会会刊》上，1935年与王海帆、江万平合作《呈覆遵令设立识字学校文》，《呈社会局检送会员名册请各法院备案函》，《呈市社会局请监督工商业清算文》和《呈司法行政部检送会员名册请令行本市各级法院遇案轮流选任文》（以上第59期）；《呈市社会局呈报会员兼职情形文》和《呈市党部及社会局为定期举行会员会请派员莅会指导文》（以上第53～55期）；《呈社会局请遇案轮流选任文》（第56～58期）等； 1936年与贝祖翼、奚玉书合作《呈立法院请规定核办人民请求事项应有一定日限由》（第60期）一文。 
此外，还有《成都自来水与市政建设》（《成都市》1945年第1期）和《<私立光华大学分设成都始末记>序》（1949年）等。